# Domfront-en-Champagne

Domfront-en-Champagne este o comună în departamentul Sarthe, Franța. În 2009 avea o populație de 978 de locuitori.